# Дмитриев, Геннадий Николаевич
Геннадий Николаевич Дмитриев (1 января 1935, д. Новая Казмаска, Завьяловский район, Удмуртская АССР, РСФСР — 27 февраля 2012, Ижевск, Российская Федерация) — советский партийный и государственный деятель, председатель Совета Министров Удмуртской АССР (1988—1990).

## Биография
В 1963 г. окончил Ижевский индустриальный техникум, в 1971 г. — Высшую партийную школу при ЦК КПСС.
- 1950—1953 гг. — рабочий Ижевского хлебокомбината,
- 1953—1964 г. — токарь, мастер, старший мастер цеха № 47 Ижевского механического завода,
- 1964—1971 гг. — инструктор Удмуртского обкома КПСС,
- 1971—1972 гг. — заместитель министра, главный инженер Министерства бытового обслуживания Удмуртской АССР,
- 1972—1988 гг. — министр бытового обслуживания Удмуртской АССР,
- 1988—1990 гг. — председатель Совета Министров Удмуртской АССР,
- 1990—1992 гг. — заместитель председателя Государственного комитета Удмуртской АССР по экономике,
- 1992—1995 гг. — заместитель министра экономики Удмуртской Республики.

Избирался депутатом Верховного Совета Удмуртской АССР четырёх созывов (1975—1990), депутатом Верховного Совета РСФСР 11 созыва.
С 1995 г. — на пенсии.

## Награды и звания
Награждён орденами Трудового Красного Знамени (1981), Знак Почета (1971).